# Nowyj Buh
Nowyj Buh (ukrainisch Новий Буг; russisch Новый Буг/Nowyj Bug) ist eine Stadt im Osten der Oblast Mykolajiw in der Ukraine. Sie liegt etwa 90 Kilometer nordöstlich der Oblasthauptstadt Mykolajiw und war bis Juli 2020 der Hauptort des Rajons Nowyj Buh.

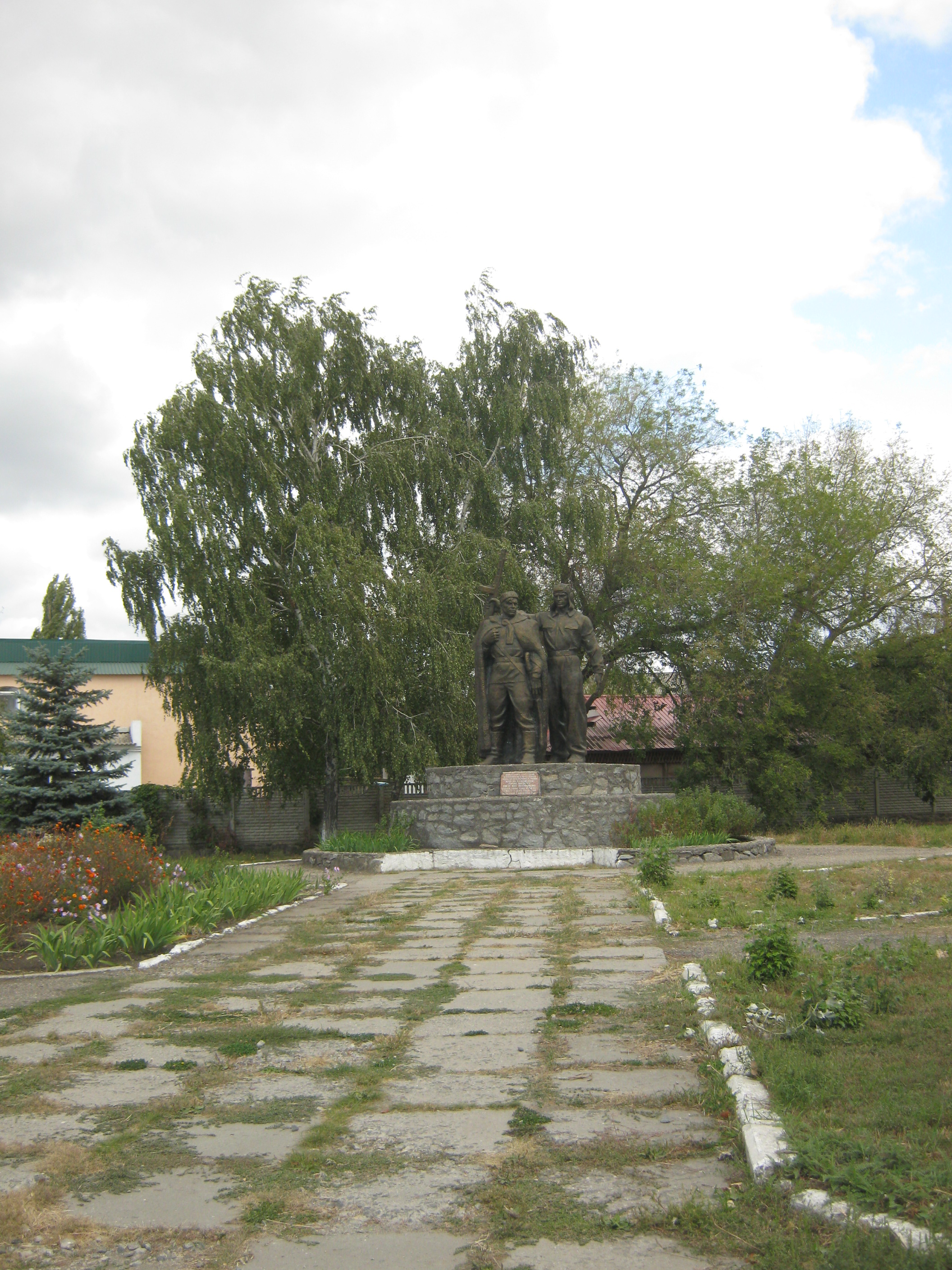
Weltkriegsdenkmal im Ort

Der Ort wurde 1810 unter dem Namen Semeniwka (Семенівка) erwähnt, ab 1832 wurde der Ort als Nowopawliwka (Новопавлівка) geführt und erhielt 1860 den heutigen Namen.

## Verwaltungsgliederung
Am 7. August 2018 wurde die Stadt zum Zentrum der neugegründeten Stadtgemeinde Nowyj Buh (ukrainisch Новобузька міська громада/Nowobuska miska hromada), zu dieser zählten auch noch die 9 in der untenstehenden Tabelle aufgelistetenen Dörfer, bis dahin bildete sie zusammen mit den Dörfern Dobra Wolja, Nowosillja, Petriwka, Sahalna Koryst und Stanzijne die gleichnamige Stadtratsgemeinde Nowyj Buh (Новобузька міська рада/Nowobuska miska rada) im Zentrum des Rajons Nowyj Buh.
Am 12. Juni 2020 kamen noch die Dörfer Nowoantoniwka und Rosaniwka zum Gemeindegebiet.
Seit dem 17. Juli 2020 ist sie ein Teil des Rajons Baschtanka.
Folgende Orte sind neben dem Hauptort Nowyj Buh Teil der Gemeinde:
| Name                     | Name             | Name                                 |
| ukrainisch transkribiert | ukrainisch       | russisch                             |
| ------------------------ | ---------------- | ------------------------------------ |
| Anastassiwka             | Анастасівка      | Анастасьевка (Anastassjewka)         |
| Dobra Wolja              | Добра Воля       | Добрая Воля (Dobraja Wolja)          |
| Hryhoriwka               | Григорівка       | Григоровка (Grigorowka)              |
| Nowoantoniwka            | Новоантонівка    | Новоантоновка (Nowoantonowka)        |
| Nowodmytriwka            | Новодмитрівка    | Новодмитровка (Nowodmitrowka)        |
| Nowomychajliwka          | Новомихайлівка   | Новомихайловка (Nowomichailowka)     |
| Nowosillja               | Новосілля        | Новоселье (Nowoselje)                |
| Petriwka                 | Петрівка         | Петровка (Petrowka)                  |
| Rosaniwka                | Розанівка        | Розановка (Rosanowka)                |
| Sahalna Koryst           | Загальна Користь | Загальная Корысть (Sagalnaja Koryst) |
| Stanzijne                | Станційне        | Станционное (Stanzionnoje)           |

## Persönlichkeiten
- Spyrydon Tscherkassenko (1876–1940), ukrainischer Schriftsteller, Dramatiker und Lehrer
- Stepan Kryschaniwskyj (1911–2002), ukrainischer Dichter, Übersetzer, Literaturwissenschaftler und Folklorist